# DFB-Pokal-Finale 2025
Das 82. DFB-Pokal-Finale der Männer 2025 war das Finale der DFB-Pokal-Saison 2024/25. Das Spiel fand im Berliner Olympiastadion zwischen dem Drittligisten Arminia Bielefeld und dem Bundesligisten VfB Stuttgart statt. Die Stuttgarter gewannen das Spiel mit 4:2.

## Der Weg ins Finale

### Übersicht
| Arminia Bielefeld       | Arminia Bielefeld | Arminia Bielefeld | Arminia Bielefeld |               | VfB Stuttgart             | VfB Stuttgart | VfB Stuttgart | VfB Stuttgart |
| ----------------------- | ----------------- | ----------------- | ----------------- | ------------- | ------------------------- | ------------- | ------------- | ------------- |
| Gegner                  | Ergebnis          | Ergebnis          | Ergebnis          | Runde         | Gegner                    | Ergebnis      | Ergebnis      | Ergebnis      |
| Hannover 96 (II)        | 2:0 (H)           | 2:0 (H)           | 2:0 (H)           | 1. Runde      | Preußen Münster (II)      | 0:5 (A)       | 0:5 (A)       | 0:5 (A)       |
| 1. FC Union Berlin (I)  | 2:0 (H)           | 2:0 (H)           | 2:0 (H)           | 2. Runde      | 1. FC Kaiserslautern (II) | 2:1 (H)       | 2:1 (H)       | 2:1 (H)       |
| SC Freiburg (I)         | 3:1 (H)           | 3:1 (H)           | 3:1 (H)           | Achtelfinale  | SSV Jahn Regensburg (II)  | 3:0 (A)       | 3:0 (A)       | 3:0 (A)       |
| Werder Bremen (I)       | 2:1 (H)           | 2:1 (H)           | 2:1 (H)           | Viertelfinale | FC Augsburg (I)           | 1:0 (H)       | 1:0 (H)       | 1:0 (H)       |
| Bayer 04 Leverkusen (I) | 2:1 (H)           | 2:1 (H)           | 2:1 (H)           | Halbfinale    | RB Leipzig (I)            | 3:1 (H)       | 3:1 (H)       | 3:1 (H)       |

### Arminia Bielefeld
Arminia Bielefeld avancierte zur Überraschungsmannschaft des Wettbewerbs. Nach dem 2:0-Sieg in der ersten Runde gegen den Zweitligisten Hannover 96 konnte sich die Arminia in den folgenden Runden gegen gleich vier Mannschaften aus der Bundesliga durchsetzen, darunter im Halbfinale gegen den amtierenden deutschen Meister und Titelverteidiger Bayer 04 Leverkusen. Vier Siege gegen Bundesligisten in einer Saison waren zuvor noch keiner Mannschaft gelungen, die nicht selbst in der ersten oder zweiten Bundesliga spielte. Für die Bielefelder war es die erste Teilnahme am DFB-Pokalfinale. Das bisher beste Abschneiden der Ostwestfalen im DFB-Pokal waren die Halbfinalteilnahmen in den Jahren 2005, 2006 und 2015. Erst zum vierten Mal seit Bestehen des Wettbewerbs qualifizierte sich eine Mannschaft aus der dritthöchsten Spielklasse für das DFB-Pokalfinale.

### VfB Stuttgart
Der VfB Stuttgart erreichte zum siebten Mal in seiner Vereinsgeschichte das DFB-Pokalendspiel. Bei den bisherigen Endspielen konnten die Württemberger dreimal das Finale gewinnen. Auf dem Weg ins Endspiel setzte sich die Mannschaft zunächst in den ersten drei Runden mit Preußen Münster, dem 1. FC Kaiserslautern und dem SSV Jahn Regensburg jeweils gegen Mannschaften aus der zweiten Liga durch, während die Schwaben im Viertel- und Halbfinale mit dem FC Augsburg und RB Leipzig zwei Konkurrenten aus der Bundesliga besiegen konnten.

## Das Endspiel

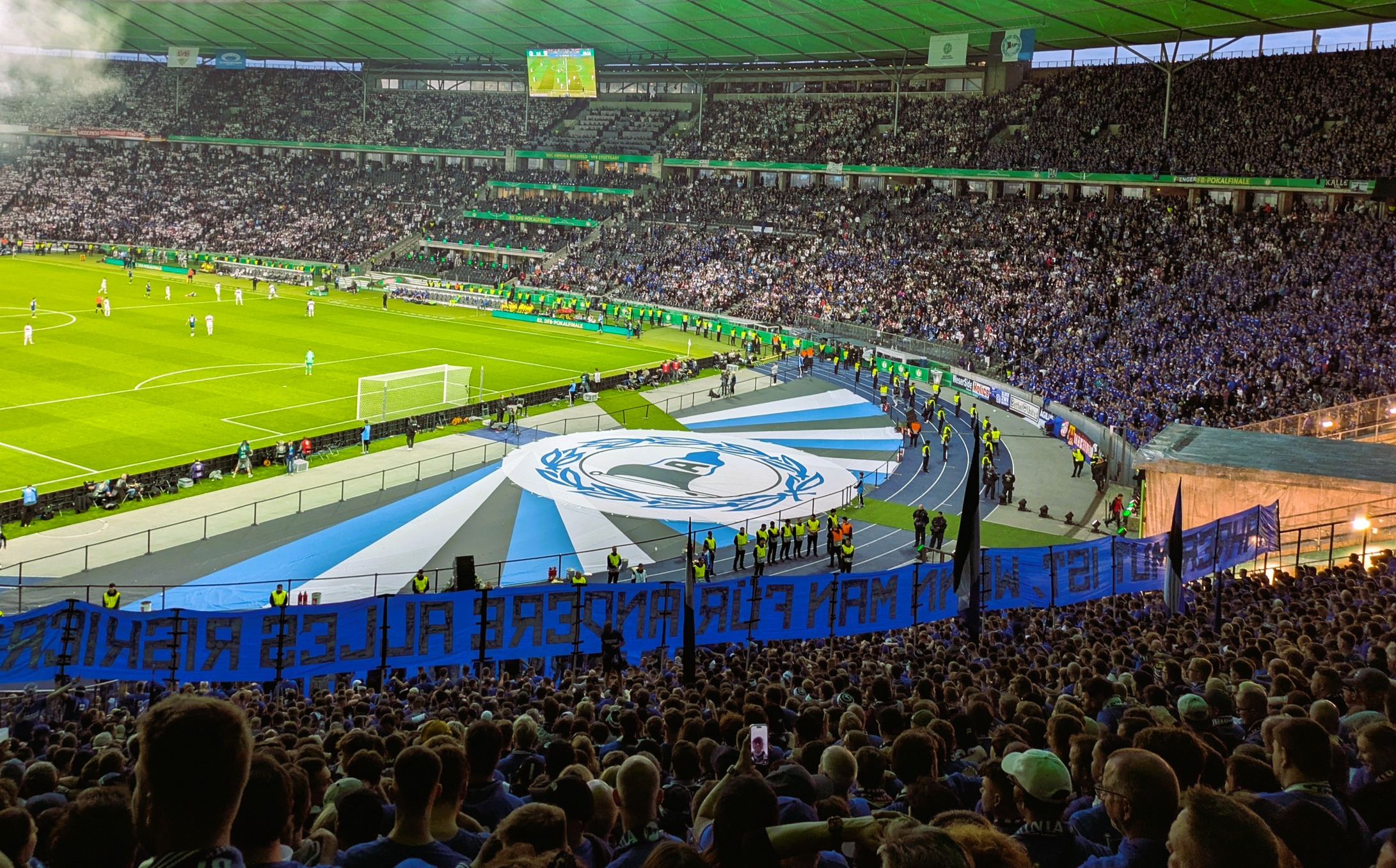
DFB Pokalfinale Berlin 2025

Das Endspiel fand am 24. Mai 2025 im Berliner Olympiastadion statt, wo die DFB-Pokalendspiele seit 1985 ausgetragen werden. Schiedsrichter der Partie war Christian Dingert, der von Benedikt Kempkes und Nikolai Kimmeyer assistiert wurde. Vierter Offizieller war Robert Hartmann, während Benjamin Brand und Felix-Benjamin Schwermer als Video-Assistenten wirkten. Als Pokalträger vor dem Spiel wirkten Joachim Löw und Fabian Klos, die die Trophäe vor Spielbeginn in den Innenraum des Stadions brachten. Joachim Löw trainierte die Stuttgarter Mannschaft, die 1997 zuletzt den DFB-Pokal gewinnen konnte. Fabian Klos ist Rekordspieler und Rekordtorschütze von Arminia Bielefeld. Beim Eingang Süd des Olympiastadions ist es zu massiven Verzögerungen von bis zu zwei Stunden gekommen, wodurch etliche Arminia-Anhänger zu spät im Stadion waren. Der DFB hat darauf mit einem Statement reagiert und eine Untersuchung angekündigt. Der Pokal wurde nach Spielende vom Bundespräsidenten Frank-Walter Steinmeier übergeben.
Der Außenseiter aus Bielefeld hatte in der zwölften Minute die erste Großchance, jedoch traf Noah Sarenren Bazee aus fünf Metern Entfernung nur die Latte. Drei Minuten später erzielte Nick Woltemade den Führungstreffer für die Stuttgarter. In der 22. Minute erhöhte Enzo Millot auf 2:0. Zuvor hatte Deniz Undav ein Missverständnis der Arminen Sam Schreck und Marius Wörl genutzt. Sechs Minuten später erzielte Undav dann das 3:0, mit dem es in die Halbzeitpause ging. In der 66. Minute fing Enzo Millot einen Fehlpass von Louis Oppie ab und erhöhte auf 4:0. In der 82. Minute traf der eingewechselte Julian Kania zum 1:4. Es war das erste Tor eines Drittligaspielers in einem Pokalfinale. Drei Minuten später unterlief Stuttgarts Josha Vagnoman ein Eigentor. In der Nachspielzeit traf Louis Oppie noch das Außennetz, während Stuttgarts Towart Alexander Nübel noch eine Chance von Joel Felix vereitelte.

## Spieldaten
| Arminia Bielefeld                                    | Arminia Bielefeld | VfB Stuttgart | VfB Stuttgart | Aufstellung                                       |
| ---------------------------------------------------- | --- | --- | ------------- | ------------------------------------------------- |
| Arminia Bielefeld                                    | \| Finale \| \| 24. Mai 2025 um 20:00 Uhr in Berlin (Olympiastadion) \| \| Ergebnis: 2:4 (0:3) \| \| Zuschauer: 74.036 (ausverkauft) \| \| Schiedsrichter: Christian Dingert 1 \| | \| Finale \| \| 24. Mai 2025 um 20:00 Uhr in Berlin (Olympiastadion) \| \| Ergebnis: 2:4 (0:3) \| \| Zuschauer: 74.036 (ausverkauft) \| \| Schiedsrichter: Christian Dingert 1 \| | VfB Stuttgart | Aufstellung Arminia Bielefeld gegen VfB Stuttgart |
| Arminia Bielefeld                                    | Jonas Kersken – Felix Hagmann (46. Christopher Lannert), Maximilian Großer, Leon Schneider, Louis Oppie – Stefano Russo – Maël Corboz , Sam Schreck (46. Isaiah Young) – Noah Sarenren Bazee (59. Joel Felix), Marius Wörl (84. Lukas Kunze) – Joel Grodowski (80. Julian Kania) Cheftrainer: Michél Kniat | Alexander Nübel – Josha Vagnoman, Luca Jaquez, Jeff Chabot (67. Finn Jeltsch), Maximilian Mittelstädt – Atakan Karazor , Angelo Stiller (86. Nikolas Nartey) – Enzo Millot (69. Ermedin Demirović), Deniz Undav, Chris Führich (68. Ramon Hendriks) – Nick Woltemade Cheftrainer: Sebastian Hoeneß | VfB Stuttgart | Aufstellung Arminia Bielefeld gegen VfB Stuttgart |
| Arminia Bielefeld                                    | 1:4 Julian Kania (82.) 2:4 Josha Vagnoman (85., Eigentor) | 0:1 Nick Woltemade (15.) 0:2 Enzo Millot (22.) 0:3 Deniz Undav (28.) 0:4 Enzo Millot (66.) | VfB Stuttgart | Aufstellung Arminia Bielefeld gegen VfB Stuttgart |
| Arminia Bielefeld                                    | Noah Sarenren Bazee (25.), Leon Schneider (53.), Michél Kniat (53.), Joel Felix (90.) | Josha Vagnoman (27.), Enzo Millot (67.) | VfB Stuttgart | Aufstellung Arminia Bielefeld gegen VfB Stuttgart |
| Finale                                               | | |               |                                                   |
| 24. Mai 2025 um 20:00 Uhr in Berlin (Olympiastadion) | | |               |                                                   |
| Ergebnis: 2:4 (0:3)                                  | | |               |                                                   |
| Zuschauer: 74.036 (ausverkauft)                      | | |               |                                                   |
| Schiedsrichter: Christian Dingert 1                  | | |               |                                                   |